# Dragan Rogulj
Dragan Rogulj (* 27. Juli 1955) ist ein deutsch-kroatischer Kameramann.
Dragan Rogulj wurde in Zagreb als Kameramann ausgebildet und kam Anfang der 1980er Jahre nach West-Deutschland und zog nach Hamburg. Er wurde überwiegend im Bereich der Fernsehfilme eingesetzt. Er wirkte bei zahlreichen Produktionen des Regisseurs Sigi Rothemund mit, darunter 20 Episoden der Reihe Donna Leon.
Dragan Rogulj ist Mitglied im Berufsverband Kinematografie (BVK).

## Filmografie (Auswahl)
- 1993: Tatort: Um Haus und Hof
- 1994: Tatort: Ein Wodka zuviel
- 1995–1996: Alles außer Mord (Fernsehserie, 4 Folgen)
- 1996: Tatort: Fetischzauber
- 1996: Nach uns die Sintflut
- 1998: Das Finale
- 1998–2001: Der Clown (Fernsehserie, 8 Folgen)
- 2000: Maximum Speed
- 2000: Tatort: Bittere Mandeln
- 2002–2019: Donna Leon (Fernsehreihe, 20 Folgen)
- 2006: Commissario Laurenti (Fernsehreihe)
  - Die Toten vom Karst
  - Gib jedem seinen eigenen Tod
- 2008: Wenn wir uns begegnen
- 2008: Die Rote Zora
- 2009: Sterne über dem Eis
- 2009–2010: Das Duo (Fernsehreihe)
  - 2009:  Wölfe und Lämmer
  - 2010:  Bestien
- 2012: Mein verrücktes Jahr in Bangkok
- 2014: Das Traumhotel – Marokko
- 2015: Der Hafenpastor und das graue Kind